# Chirgua
Chirgua – miasto w Wenezueli, w stanie Carabobo.